# کوسه پرستار
کوسهٔ پرستار نام نوعی کوسه است که می‌تواند تا طول ۳٫۰۸ متر بزرگ شود. این کوسه در مناطق گرمسیری و نیمه‌گرمسیری دیده می‌شود. آنها معمولاً در عمق کم حدود یک متر یا کمتر دیده می‌شوند اما گاهی تا عمق ۷۵ متر هم می‌روند.
زیستگاه آنها معمولاً در آب‌سنگ مرجانی، کانال‌های میان جزیره‌های کرناها و تالاب‌های گلی و ماسه‌ای است. این کوسه در اطلس غربی از رود آیلند تا جنوب برزیل؛ در اطلس شرقی از کامرون تا گابن (و احتمالاً کمی دورتر در شمال و جنوب) و در نزدیکی جزایر کارائیب، دیده می‌شود.

## نگارخانه

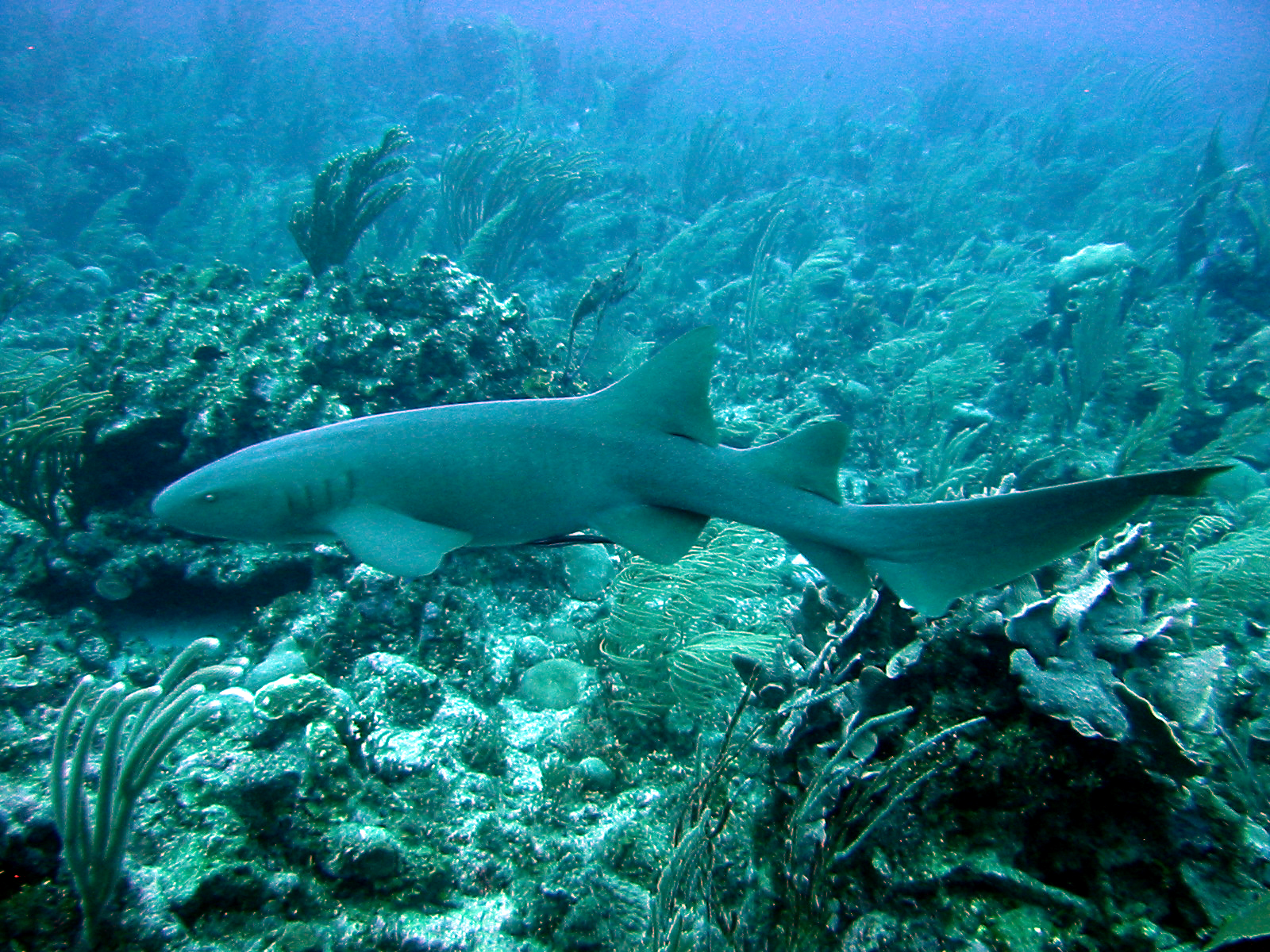
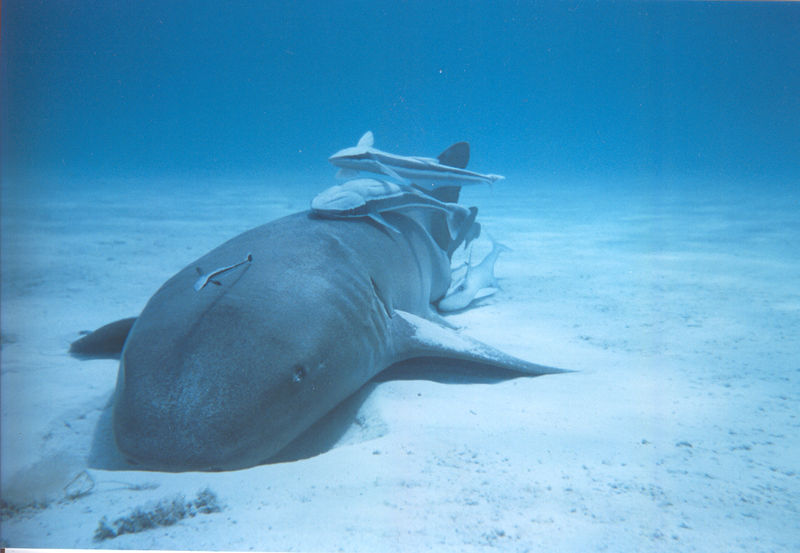
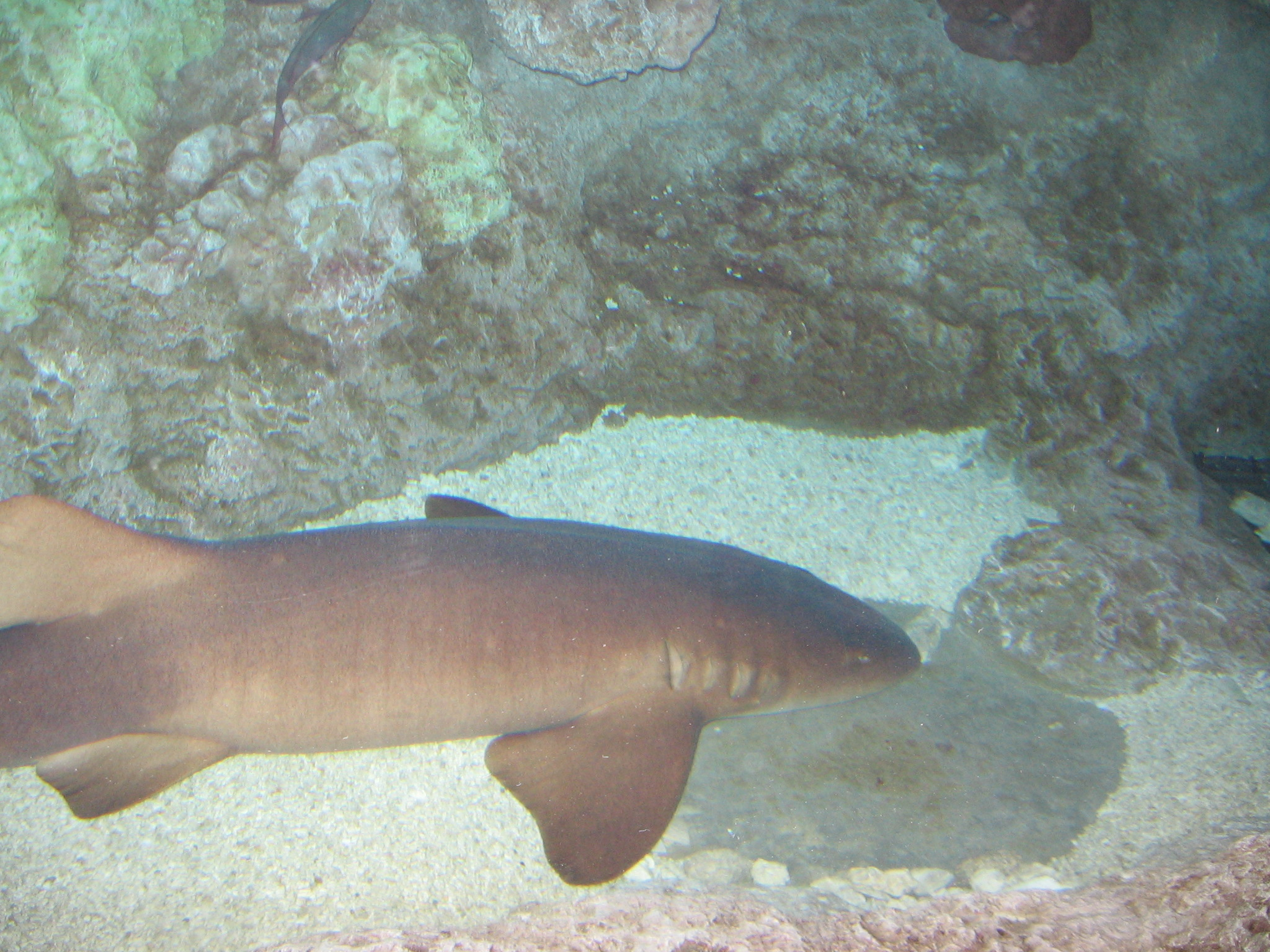
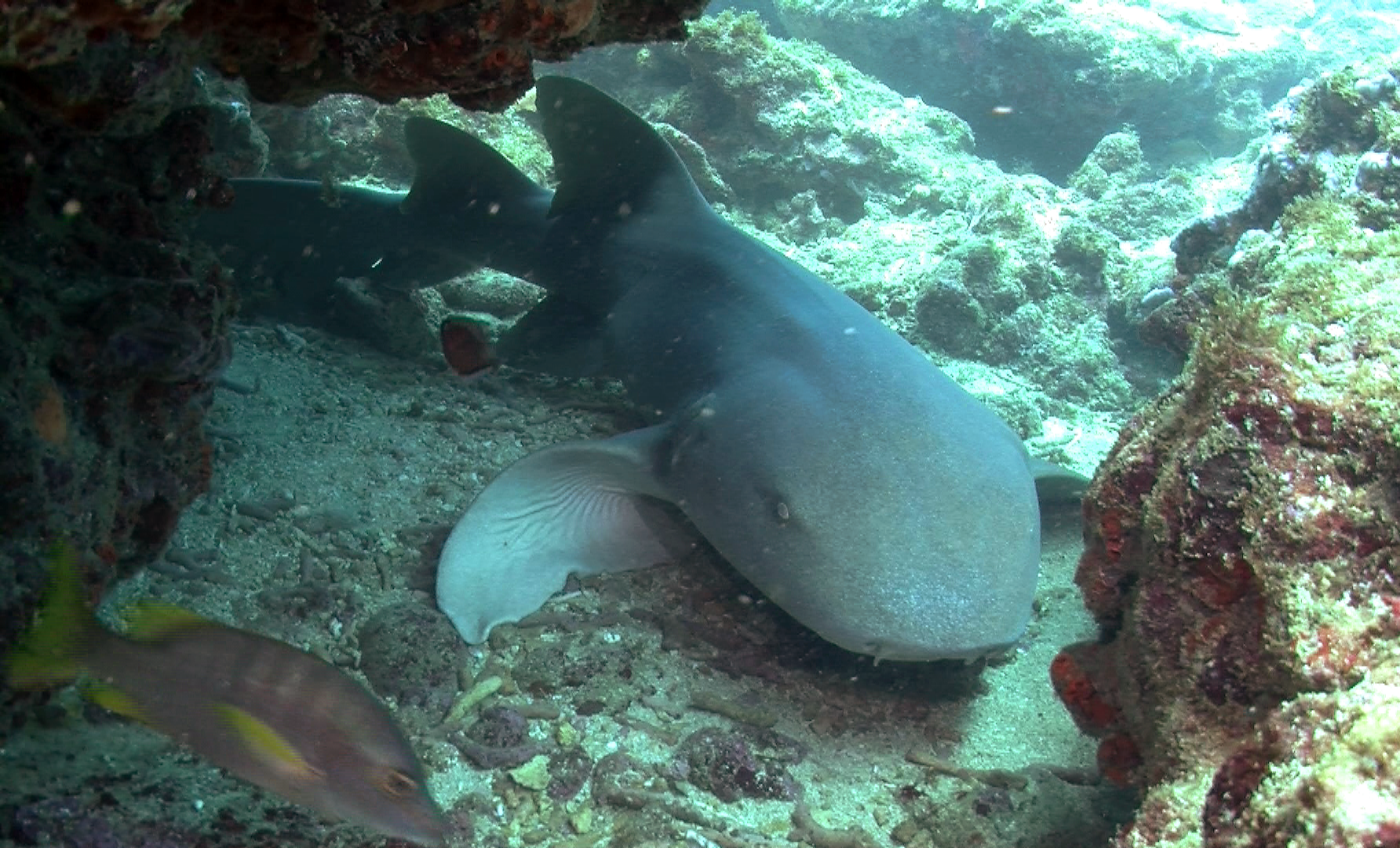